# Pangasius sanitwongsei
Pangasius sanitwongsei é uma espécie de peixe da família Pangasiidae. Pode ser encontrada nas bacias do Chao Phraya e Mekong na China, Vietnã, Laos, Camboja e Tailândia.